# OU812
Az OU812 az amerikai Van Halen együttes 1988-as nyolcadik stúdióalbuma. Az amerikai albumlistán az első helyet érte el, és 4x Platina minősítést szerzett.

## Az album dalai
Minden dalt a tagok írtak, kivéve ahol más van jelölve.
1. Mine All Mine – 5:11
2. When It’s Love – 5:36
3. A.F.U. (Naturally Wired) – 4:28
4. Cabo Wabo – 7:03
5. Source of Infection – 3:58
6. Feels So Good – 4:27
7. Finish What Ya Started – 4:20
8. Black and Blue – 5:24
9. Sucker in a 3 Piece – 5:52
10. A Apolitical Blues (Lowell George) – 3:50

## Közreműködők
- Sammy Hagar – ének, gitár
- Eddie Van Halen – elektromos gitár, billentyűsök
- Michael Anthony – basszusgitár
- Alex Van Halen – dobok, percussion

## Kislemezek
| Év   | Kislemez               | Pozíció  |
| ---- | ---------------------- | -------- |
| 1988 | Black and Blue         | #37 (US) |
| 1988 | Finish What Ya Started | #13 (US) |
| 1988 | When It's Love         | #5 (US)  |
| 1989 | Feels So Good          | #35 (US) |